# Povrchové doly na zlato v Hartmanicích
Povrchové doly na zlato je archeologická lokalita v katastrálním území Hartmanice I a Hartmanice II v okrese Klatovy. Lokalita v přírodní rezervaci Hamižná se stopami povrchové těžby zlata je kulturní památkou České republiky.

## Popis
První písemná zmínka o dolování zlata v Hartmanicích je z roku 1340, kdy právo na dolování zlata obdrželi Rožmberkové.
Lokalita, která je dlouhá asi 1,5 km a místy široká až 500 m, se nalézá západně od silnice II/190 z Hartmanic do Dobré Vody na úbočí hory Hamižná (854 m n. m.) v jehličnatém lese. Pozůstatky těžby zlata se projevují jako plocha pokrytá zarostlými pinkami a odvaly. Na některých místech jsou patrné nepravidelné příkopy, které vznikly v důsledku sledování zlaté žíly. Některé pinky jsou až tři metry hluboké.

## Naučná stezka Hamižná
Naučná okružní stezka po stopách pozůstatku těžby zlata v Hartmanicích vede Naučná stezka Hamižná. Je dlouhá asi tři kilometry a vede přírodní rezervací Hamižná. Začíná v Hartmanicích v místě nazývaném Ochranářský koutek. Vede kolem kapličky na vyhlídku i na vrchol hory Hamižná. Mimo pozůstatků těžby jsou k vidění i mlecí kameny z mlýna na zlatonosnou rudu. Na stezce jsou informační tabule s informacemi jak přírodními tak historickými.

## Pověst
Horu Hamižnou (ve významu lakotnou, chamtivou) nazývali havíři. Důvodem byly velmi namáhavé a pracné kutací práce a hora velmi nerada vydávala své bohatství.
Pověst vypraví o chudém havíři a chamtivém majiteli dolu. Havíř byl obdarován permoníkem Dopřejem, který otevřel podzemí a havíři dovolil vzít si zlato pro svou potřebu. Závistivý a chamtivý majitel dolů, který vyhnal havíře se synkem z chalupy, se dozvěděl, jak havíř ke zlatu přišel. Vydal se na místo, kde se zjevil permoník Dopřej a také otevřel horu, ale zároveň povolal permoníka Treste, který majitele dolů proměnil v hroudu zlata a horu pojmenoval Hamižná pro výstrahu podobným hamounům.